# The Actor (The Moody Blues)
The Actor è una canzone del 1968 dei Moody Blues, presente nell'album In Search of the Lost Chord, composta dal chitarrista del gruppo Justin Hayward.